# Solymosbucsa
Solymosbucsa (románul Buceava-Șoimuș) falu Romániában, a Partiumban, Arad megyében.

## Fekvése
A Hegyes Dócsa-hegység alatt, Honctőtől délre, a Fehér-Körösbe ömlő Solymos vize mellett, Nagyhalmágytól délnyugatra fekvő zsáktelepülés.

## Története
A falu nevét 1439-ben említette először oklevél Solmosfalva, Felsew Buchwa, Középsö Buchwa, Alsobuchava alakokban. Ekkor már a felsorolt nevekből ítélve népes település lehetett; Felső-, Középső- és Alsóbucsa is létezett. 1441-ben Solmus, 1445-ben Buchawa, 1525-ben Solmos, 1808-ban Bucsava, 1888-ban Solymos-Bucsáva, 1913-ban Solymosbucsa néven írták.
1910-ben 487 lakosából 479 román, 8 magyar volt. Ebből 479 görögkeleti ortodox, 5 izraelita volt.
A trianoni békeszerződés előtt Arad vármegye Borossebesi járásához tartozott.
A 2002-es népszámlálás szerint 237 lakója közül mindenki román nemzetiségű volt.

## Nevezetességek
- A temetőben található, 18. században épült Vértanú Szent Demeternek szentelt ortodox fatemploma a romániai műemlékek listáján az AR-II-m-A-00591 sorszámon szerepel.[2]